# Lilleø (Storstrømmen)
 For alternative betydninger, se Lilleø. (Se også artikler, som begynder med Lilleø)
Lilleø er en lille ubeboet ø i Storstrømmen mellem Sjælland og Bogø. Øen er ca. 900 m lang og ca. 100 m bred på det bredeste sted. Den ligger 200 meter vest for dens nærmeste nabo Tærø.